# Língua waray-waray
Waray-waray (também chamada waray, binisaya, winaray, samarenyo,  samar-Leyte ou  samarenho de Leyte) ou  simplesmente samarenho é  a quinta língua nativa mais falada das Filipinas, sendo específica das províncias da ilha de Samar (províncias de Samar, Samar do Norte, Samar Oriental), da província de Biliran e do nordeste da ilha de Leyte, nas proximidades da cidade de Tacloban. O nome provém da palavra waray,  frequentemente ouvida por não falantes da língua,  que significa "nenhum", "nada", na mesma forma que os cebuanos são conhecidos em Leyte como "mga kana", em razão da palavra "kana", que significa "aquilo", frequentemente ouvida dos falantes da língua cebuana.[carece de fontes?]
A língua waray-waray  falada pelas pessoas da ilha de Samar, bem como na maior parte de Leyte e em algumas partes da ilha de Biliran apresenta variações dialetais. Dialetos são falados em algumas partes de Masbate, particularmente na ilha de Ticao, que é vizinha à ilha de Samar.

## Gramática

### Pronomes
|                               | Absolutivo        | Ergativo       | Oblíquo  |
| ----------------------------- | ----------------- | -------------- | -------- |
| 1ª pessoa do singular         | ako, ak           | nakon, nak, ko | akon, ak |
| 2ª pessoa do singular         | ikaw, ka          | nimo, nin, mo  | imo, im  |
| 3ª pessoa do singular         | hiya              | niya           | iya      |
| 1ª pessoa do plural inclusivo | kita, kit, kirita | naton          | aton, at |
| 1ª pessoa do plural exclusivo | kami              | namon          | amon     |
| 2ª pessoa do plural           | kamo, kam         | niyo           | iyo      |
| 3ª pessoa do plural           | hira              | nira           | ira      |

### O verbo de ligação waray
O waray-waray, como outras línguas filipinas, não tem um equivalente exato para o verbo de ligação português ser. Em tagalo, por exemplo, a frase "Siya ay maganda" (Ela é linda) contém a palavra ay que, ao contrário da crença popular, não funciona como um verbo de ligação atribuitivo predizendo maganda (linda) para seu assunto e tópico Siya (ele ou ela). A função do ay no tagalo é preferivelmente um marcador de inversão da frase, que é considerado como uma forma literária mas algo pouco comum no tagalo falado. A mesma frase pode ser falada como Maganda siya, que tem o mesmo significado.
A língua waray-waray em comparação pode expressar "Ela é linda" apenas como "Mahosay hiya" ou algumas vezes "Mahosay iton hiya" (iton funcionando com um artigo definido de hiya, ela), desde waray não tem um verbo de ligação em tempo presente ou ainda um marcador de inversão. Como em outras línguas filipinas, attributive statements são usualmente representados na forma predicado inicial e não tem verbo de ligação em tudo. Tome o exemplo na ordem da frase em português.
"Este é um cão" traduzida para o waray:
Ayam ini.
O predicado Ayam (cão) é colocado antes do assunto ini (este); nenhum verbo de ligação está presente. Outro exemplo:
Amo ito an balay han Winaray o Binisaya nga Lineyte-Samarnon nga Wikipedia.
Asya it an balay han Winaray o Binisaya nga Lineyte-Samarnon nga Wikipedia.
Em português: "Esta é a Wikipedia Waray/Leyte-Samar Visayan". O predicado Amo ini é brutamente traduzido como "Este aqui" mas o resto da frase então pula para seu assunto, marcada pela partícula an. Isto é gramaticamente impossível para inverter uma frase como esta dentro de uma forma assunto-sujeito sem importar o verdadeiro marcador de inversão tagalo ay, uma tendência crescente entre várias pessoas jovens em Leyte. A palavra amo é usada apenas em Leyte Waray-Waray. Em Samar, asya (este) é usado.
Apesar do debate relativo ao verbo de ligação waray, ele pode ser salvo para tratar estruturas como magin (ser), an magin/an magigin (será ou tornará), e an nagin (tornou-se) como o português trata os verbos de ligação:
Makuri magin estudyante. ([É] difícil ser um estudante.)
Ako it magigin presidente! (Eu posso ser o presidente!)
Ako an nagin presidente. (Eu me tornei o presidente.)

### Existencial
| WARAY      | TALAGO        | PORTUGUÊS     |
| ---------- | ------------- | ------------- |
| may-ada    | meron/mayroon | há (singular) |
| wara/waray | wala          | nenhum        |

### Modal
| Waray          | Talago             | Português        |
| -------------- | ------------------ | ---------------- |
| puyde/sadangyo | maaari/pwede       | pode             |
| diri puyde     | hindi maaari/pwede | não pode         |
| Pahudma        | Pahiram/hiram      | Posso emprestar? |
| Pakita-a       | Patingin           | Posso ver?       |

### Palavras interrogativas
- Waray de Leyte (Winaray nga pan Leyte)

| Waray      | Talago | Português |
| ---------- | ------ | --------- |
| hin-o      | sino   | quem      |
| kay-ano    | bakit  | por que   |
| diin       | saan   | onde      |
| kanay      | kanino | cujo      |
| pa-o-nanho | paano  | como      |
| san-o      | kailan | quando    |
| nano       | ano    | o que     |

- Waray de Samar (Winaray nga pan Samar)

| WARAY            | TALAGO | PORTUGUÊS |
| ---------------- | ------ | --------- |
| hin-o            | sino   | quem      |
| kay-nano         | bakit  | por que   |
| diin             | saan   | onde      |
| kankanay         | kanino | cujo      |
| guin-aano/na-ano | paano  | como      |
| san-o            | kailan | quem      |
| nano             | ano    | o que     |

## Divergências de ortografia
Embora a extinta Sanghiran San Binisaya ha Samar ug Leyte (Academia da Língua Visaianas de Samar e Leyte) tenha formulado e recomendado uma ortografia padrão, esta nunca foi largamente disseminada, não existindo, até hoje, uma ortografia oficial geralmente aceita. Por isso, podem existir duas grafias para a mesma palavra (geralmente com diferenças nas vogais, apenas), tais como:
- diri ou dire ("não")
- hira ou hier ("a eles")
- maupay ou mabaysay ("bom")
- guinhatag ou ginhatag ("deu")
- direcho ou diritso ("direto [adiante]")
- ciudad ou syudad ("cidade")
- espejo ou espeho ("espelho")

## Uso
Waray-waray é uma das dez línguas regionais reconhecidas oficialmente nas Filipinas. Ela é falada em várias ilhas do país, especialmente na região das Visayas Orientais mas também em algumas partes de Mindanao, Masbate, Sorsogon e Metro Manila, para onde os falantes têm emigrado. Há também um pequeno número de filipinos fora do país, especialmente nos Estados Unidos, que falam esta língua. O waray-waray é largamente usado na mídia, especialmente no rádio e na televisão. Um bom exemplo disso é a versão regional do programa de notícias filipino TV Patrol para Visayas Orientais,  TV Patrol Tacloban, que transmite em waray-waray. Há também um canal a cabo regional que emite seus programas em waray-waray, o An Aton Channel operado pelo DYVL. Contudo a mídia impressa nesta língua é rara porque muitos jornais regionais são publicados em inglês. A língua é também usada nas cele2brações eucarísticas ou em missas na Igreja Católica Romana na região. Bíblias publicadas em waray-waray são também disponíveis. Sons waray-waray são largamente apreciados e podem ser ouvidos no rádio. Em 1993, a Igreja LDS ou Mormonismo publicou uma edição waray-waray selecionada do Livro do Mórmon intitulada "An Libro ni Mormon". Hoje, muitos Waray aficionados defendem largo uso desta língua.

## Sons
A língua waray tem dezesseis consoantes: /p, t, k, b, d, ɡ, m, n, ŋ, s, h, w, l, ɾ, j/. Há três vogais principais: a [a], i [ɛ ~ i], e u [o ~ ʊ]. [i ~ ɛ] e [ʊ ~ o] som o mesmo, mas [o] é até agora um allophone de [ʊ] em sílabas finais. Mas eles agora tem separado sons para cada um. Consoantes /d/ e /ɾ/ foram uma vez allophones mas não podem alternar, como palaron (ter sorte) [de palad, palma (uma é sorte é vista em sua palma da mão em história de fortuna) mas não paladon e tagadiín (de onde) [de diín, onde] mas não tagariín.

### Números
Números nativos são usados para números de um a dez. De onze para frente, números espanhóis são exclusivamente usados em waray-waray hoje, seus homólogos nativos sendo obsoletos para a maioria dos falantes nativos (exceto para gatus para centena e yukut para milhar). Alguns, especialmente entre os mais velhos, são falados como homólogos espanhóis.
| Português | Waray-Waray nativo | Emprestado do Espanhol |
| --------- | ------------------ | ---------------------- |
| Um        | Usa                | Uno                    |
| Dois      | Duha               | Dos                    |
| Três      | Tuló               | Tres                   |
| Quatro    | Upat               | Cuatro                 |
| Cinco     | Limá               | Cinco                  |
| Seis      | Unom               | Saiz                   |
| Sete      | Pitó               | Siete                  |
| Oito      | Waló               | Ocho                   |
| Nove      | Siyám              | Nueve                  |
| Dez       | Napúlô             | Diez                   |
| Onze      | (Napúlô kag usá)   | Onse                   |
| Doze      | (Napúlô kag duhá)  | Duce                   |
| Treze     | (Napúlô kag tulo)  | Trece                  |
| Quatorze  | (Napúlô kag upat)  | Katorse                |
| Quinze    | (Napúlô kag lima)  | Kinse                  |
| Dezesseis | (Napúlô kag unom)  | Diez y Saiz            |
| Dezessete | (Napúlô kag pito)  | Diez y Siete           |
| Dezoito   | (Napúlô kag walo)  | Diez y Ocho            |
| Dezenove  | (Napúlô kag siyam) | Diez y Nueve           |
| Vinte     | (Karuhaan)         | Biente                 |
| Trinta    | (Katloan)          | Trenta                 |
| Quarenta  | (Kap-atan)         | Kwuarenta              |
| Cinquenta | (Kalim-an)         | Singkwenta             |
| Sessenta  | (Kaunman)          | Siesenta               |
| Setenta   | (Kapitoan)         | Setenta                |
| Oitenta   | (Kawaloan)         | Ochienta               |
| Noventa   | (Kasiaman)         | Nobenta                |
| Cem       | Usa ka Gatus       | Cien                   |
| Mil       | Usa ka Yukut       | Mil                    |
| Milhão    | Usa ka Ribo        | Milyon                 |

### Algumas palavras comuns e frases
Abaixo são exemplos do Waray falado em Metropolitan Tacloban e as áreas próximas:
- Bom dia (meio-dia/tarde/noite): Maupay nga aga (udto/kulop/gab-i)
- Bom dia: Maupay nga adlaw
- Você pode entender Waray?: Nakakaintindi/Nasabut ka/Nakaichindi ka hin Winaray? (hin ou hito)
- Obrigado: Salamat
- Eu amo você: Hinihigugma ko ikaw ou Ginhihigugma ko ikaw ou Pina-ura ta ikaw
- Eu não me importo: "Baga saho" ou "Waray ko labot" ou baga labot ko
- Você é de onde? : Taga diin ka? ou Taga nga-in ka? ou Taga ha-in ka?
- Quanto é isto? : Tag pira ini?
- Eu não posso entender: Diri ako nakakaintindi/Nakaichindi ou Di ak Naabat
- Eu não sei: Diri ako maaram ou Ambot
- O que: Ano
- Quem: Hin-o
- Onde: Hain
- Quando (futuro): San-o
- Quando (pretérito): Kakan-o
- Por que: Kay-ano
- Como: Gin-aano?
- Sim: Oo
- Não: Dire ou Diri
- Ali: Adto ou Didto ou Ngad-to
- Aqui: Didi ou Nganhi
- Frente ou em frente: Atubang ou Atubangan
- Noite: Gab-i
- Dia: Adlaw
- Nada: Waray
- Bom: Maupay
- Menino: Lalaki
- Menina: Babayi
- Gay/homem homosexual: Bayot
- Lésbica: Tomboi/Lesbyana
- Quem é você?: Hin-o ka?
- Eu sou um amigo: Sangkay ak.
- Eu estou perdido aqui: Nawawara ak didi.
- Talvez: Kunta ou Bangin
- Como está você: Kumusta ou Kumusta ka

### Outras palavras comuns
- Lindo - mahusay
- Feio - Mapurot / maraksut
- Mesa - Lamesa
- Colher - kutsara
- Garfo - tinidor
- Abrir, aberto - abre / abrido
- Abridor de lata - abridor / kankiri

#### Termos técnicos
- Aço  - puthaw
- Carro - awto / sarakyan / Kotchi
- Avião - edro / eroplano
- Aeroporto - paluparan / erport

#### Termos astronômicos
- Terra - kalibutan
- Lua - bulan  Indonésio - bulan
- Sol - sudang
- Estrela - bituon Indonésio - bintang

#### Termos naturais
- Vento - hangin  Indonésio - angin
- Fogo - kalayo
- Terra - tuna   Indonésio - tanah
- Água - tubig
- Natureza - libong
- Montanha - bukid  Indonésio - bukit
- Falls - bangon
- Mar - dagat
- Alto-mar - lawud
- Oceano - kalawdan Indonésio = laut i.e. ka-laut-an
- Ilha - puro/isla Indonésio - pulau
- Arquipélago - kapuruan  Indonésio - kepulauan
- Rio - salug tubig
- Lago - danaw  Indonésio - danau

#### Partes da casa
- Casa - balay
- Sala - kwarto/sulod
- Quarto - sulod-katurugan
- Cozinha - kusina
- Outdoor Kitchen - abuhan
- Sala de jantar - kaunan
- Banheiro - kubeta/kasilyas/karigu-an
- Sala de estar - sala

#### Membros da família
- Pais - tigurang/kag-anak
- Pai - amay/tatay/papa
- Mãe - iroy/nanay/mama
- Filho/Filha - anak
- Irmão - bugto nga lalaki
- Irmã - bugto nga babayi
- Avós - apoy/lolo (homem) / lola (mulher)
- Primo - patod
- Sobrinho/Sobrinha - umangkon
- Son-in-Law/Daughter-in-Law - umagad
- Cunhado/Cunhada - bayaw (homem) / hipag (mulher)
- Sogro/Sogra - ugangan
- Criança mais velha - suhag
- Criança mais nova - puto

#### Palavras de moda
- Jeans - saruwal
- Roupas - bado / duros
- Cinto - paha

#### Comida
- Pão - tinapay
- Arroz - kan-on "luto"
- Viand - sura
- Café - kape
- Vinagre - suoy
- Molho shoyu - toyo / Shoyu

#### Animais
- Cão - ayam / inu/ido
- Gato - uding / misai
- Rato - yatut
- Crocodilo - buaya
- Pássaro - tamsi
- Cobra - halas
- Búfalo d' água - karabaw
- Caranguejo - masag
- Lagosta - tapusok
- Cabra - kanding
- Cavalo - kabayo
- Porco - baboy

### Palavras emprestadas no waray-waray

#### Palavras comuns em waray-waray e suas origens local e estrangeira

##### Espanhol
- Abandonada (espanhol: Abandonado/a) — abandonado
- Abaniko (espanhol: Abanico) — leque
- Abriha (espanhol: Abrir, Filipino: Abrihin) — abrir
- Abrelata (espanhol: Abrelatas) — abridor de latas
- Abril (espanhol: Abril) — Abril
- Abogado (espanhol: Abogado) — advogado
- Aborido (espanhol: Aburrido) — chato (usado em tagalo como 'ansioso, confuso')
- Akasya (espanhol: Acacia) — árvore acacia
- Aksidente (espanhol: Accidente) — acidente
- Adurnuha (espanhol: Adornar, Filipino: Adurnuhan) — decorar
- Agrabiyado (espanhol: Agraviado) — estando magoado
- Aginaldo (espanhol: Aguinaldo) — presente de Natal
- Agosto (espanhol: Agosto) — Agosto
- Ahensiya (espanhol: Agencia) — agência
- Ahente (espanhol: Agente) — agente
- Alahas (espanhol: Alhaja) — jóia
- Alambre (espanhol: Alambre) — fio
- Alkansiya (espanhol: Alcancía) — cofrinho
- Alpilir (espanhol: Alfiler) — alfinete
- Alsaha (espanhol: Alzar, Filipino: Alsahin)
- Ambisyoso (espanhol: Ambicioso) — ambicioso
- Ambisyon (espanhol: Ambición) — ambição
- Arbularyo (espanhol: Herbolario) - Homem de medicina (de "Herbo" - erva)
- Arina (espanhol: Harina) — farinha
- Arkitekto (espanhol: Arquitecto) — arquiteto
- Armado (espanhol: Armado) — armado
- Arnibal (espanhol: Almíbar) — xarope
- Artista (espanhol: Artista) — artista (usado em waray-waray como 'ator/atriz')
- Ariyos (espanhol: Arreos) — tacha (usado em waray-waray como 'brincos')
- Asintado (espanhol: Asentado) — assentado
- Asero (espanhol: Acero) — aço
- Asno (espanhol: Asno) — asno
- Asoge (espanhol: Azogue) — mercúrio
- Asosasyon (espanhol: Asociación) — associação
- Asukar (espanhol: Azúcar) — açúcar
- Asul (espanhol: Azul) — azul
- Asyatiko (espanhol: Asiatico) — asiático
- Intyendeha (espanhol: Atender) — atender
- Atrasado (espanhol: Atrasado) — vencido, lento (relógio), para trás (usado em waray-waray como 'mais tarde')
- Ayuda (espanhol: Ayudar, Filipino: Ayudahan) — ajudar
- Banyo/Kasilyas (espanhol: Baño) — banheiro
- Baraha (espanhol: Baraja) — baralho
- Baratilyo (espanhol: Baratillo) — mercado de pulgas (usado em waray-waray como 'venda de pechincha')
- Barato (espanhol: Barato) — barato
- Barbero (espanhol: Barbero) — barbeiro
- Barbula (espanhol: Válvula) — válvula
- Bareta (espanhol: Bareta) — bar
- Bagahe (espanhol: Bagaje) — bagagem
- Baho (espanhol: Vaho) — vapor (usado em waray-waray como 'mau cheiro')
- Bintana (espanhol: Ventana) — janela
- Bintilador (espanhol: Ventilador) — ventilador
- Birhen (espanhol: Virgen) — virgem
- Bisagra (espanhol: Bisagra) — dobradiça
- Bisikleta (espanhol: Bicicleta) — bicicleta
- Bisitaha (espanhol: Visitar) — visitar
- Botika/Botica/Parmasya/Farmacia - farmácia
- Conbensido (espanhol: Convencido) - convencido
- Demanda (espanhol: Demanda) — demanda
- Demokrasiya (espanhol: Democracia) — democracia
- Demonyo (espanhol: Demonio) — demônio, espírito maligno
- Dentista (Spanish: Dentista) — dentista
- Departamento (espanhol: Departamento) — departamento, escritório
- Depensa (espanhol: Defensa) — defesa
- Deposito (espanhol: Depósito) — deportar (combustível), depositar (dinheiro)
- Desisyon (espanhol: Decisión) — decisão
- Diyos/a (espanhol: Dios/a) — deus/deusa
- Doble (espanhol: Doble) — dobro, duplo
- Doktor/a (espanhol: Doctor/a) — doutor(a), médico(a)
- Don (espanhol: Don) — Sr. (usado em waray-waray para endereçar um homem rico)
- Donya (espanhol: Doña) — Sra. (usado em waray-waray para endereçar uma mulher rica)
- Dos (espanhol: Dos) — dois
- Dose (espanhol: Doce) — doze
- Dosena (espanhol: Docena) — dúzia
- Drama (espanhol: Drama) — drama
- Droga (espanhol: Droga) — droga
- Hugador (espanhol: Jugador)- jogo (usado em waray-waray como 'apostador')
- Huygo (espanhol: Juego)- jogo (usado em waray-waray como 'aposta')
- Kabayo (espanhol: Caballo) — cavalo
- Karsonsilyo/Carsoncillo (espanhol: Calzoncillo) — calções de boxeador (usado em waray-waray como 'shorts')
- Marigoso (espanhol: Amargoso) - amargo
- Padi (espanhol: Padre) - pai (usado em waray-waray como um título para um sacerdote Católico Romano)

##### Português
- Porta - Porta (porta)
- Morto - Morto (fantasma)

##### Nahuatl
- Achuete (Nahuatl: Achiotl; Espanhol mexicano: Achiote) — sementes de annatto usadas para dar a comida uma cor avermelhada
- Kakao/Kakaw (Cacao) (Nahuatl: Cacahuatl) — cacau
- Sayote (Nahuatl: Chayotli; Espanhol mexicano: Chayote) — uma abóbora mexicana
- Tiyangge (Nahuatl: Tianquiztli; Espanhol mexicano: Tianguis) — mercados sazonais
- Tsokolate (Nahuatl: Xocolatl) — chocolate

##### Chinês
- Bakya (Fukien Chinese, origem em chinês:  木屐) — sandálias de madeira nativa
- Bihon — Vermicelli (feito de farinha de arroz, origem em chinês:  米粉)
- Bitsin (Fukien Chinese: Bi chhin, origem em chinês:  味精) — glutamato monossódico
- Jueteng (Fukien Chinese) — jogo de números ilegal
- Lumpia (Fukien Chinese, origem em chinês:  潤餅) — rolinho primavera

##### Inglês
- Basket — basket (cesto)
- Basketbol — basketball (basquete)
- Basketbolan - basketball court (quadra de basquete)
- Baysikol - bicycle (bicicleta)
- Bilib - believe, envy (acreditar, invejar)
- Bilyar - billiard (bilhar)
- Bilyaran - billiard hall (salão de bilhar)
- Chiki — check (verificar)
- Dyip — jeep (jipe)
- Elementarya — elementary (elementar)
- Ekonomiks - economics (economia)
- Eksport — export (exportar)
- Ekspres - express (expresso)
- Erkon - air con (ar condicionado)
- Grado — grade (grau)
- Groseri — grocery (mercearia)
- Hayskul — High School (colegial)
- Iskor — score (pontuação)
- Iskrin — screen (tela)
- Ispiker - speaker (falante)
- Keyk — cake (torta)
- Kostumer/Kustomer — customer (cliente)
- Kompyuter — computer (computador)
- Kondisyoner - conditioner (condicionador)
- Kontrol - control (controle)
- Krim - cream (creme)
- Kukis - cookies (biscoito)
- Lider — leader (líder)
- Losyon - lotion (loção)
- Manedyer — manager (gerente)
- Masol — muscle (músculo)
- Makroekonomiks - macroeconomics (macroeconomia)
- Maikroekonomiks - microeconomics (microeconomia)
- Isparkol - sparkle (brilhar)
- Traysikol - tricycle (triciclo)
- Pidikab - pedicab (triciclo)

##### Cebuano
- Bana (Cebuano: Bana) - marido

##### Persa
- Saruwal (Persa: Sarwal) - jeans